# Return to Dark Castle
Return to Dark Castle è il terzo capitolo della serie Dark Castle. Originariamente annunciato per l'inverno 2000 come remake di Beyond Dark Castle, è stato invece pubblicato nel 2008, a 21 anni di distanza dal suo prequel, come titolo completamente nuovo. Lo sviluppo del gioco, cominciato nel 1996, si è protratto fino a poco prima della sua distribuzione, e dato che la Delta Tao non rilasciò alcuna dichiarazione dal 2002 fino alla pubblicazione, è stato a lungo considerato come "vaporware".

## Trama
Dalla sequenza introduttiva si apprende che il principe Duncan non è mai tornato dalla sua seconda missione nel Castello Oscuro. Molti anni dopo, suo nipote Bryant si avventura anch'egli nel castello, per scoprire cosa sia accaduto allo zio. Lo scopo di Bryant è trovare 10 globi magici, in modo da potersi aprire la strada verso il Cavaliere Nero e affrontarlo.
Come i due prequel, anche Return to Dark Castle ha due finali, a seconda della difficoltà in cui si sta giocando.
- In tutte le difficoltà tranne Advanced, il Cavaliere Nero, dopo essere stato sconfitto, rimprovererà il giocatore per aver voluto porre fine al gioco ad una difficoltà bassa.
- In difficoltà Advanced, il Cavaliere Nero perderà l'armatura, rivelandosi un ormai vecchio Duncan (come mostrato nel finale Advanced di Beyond Dark Castle). I due sono costretti a fuggire dal castello, a seguito dell'animazione dell'armatura che cerca di catturarli di nuovo. Raggiungono quindi l'esterno del castello e da un molo fuggono con una imbarcazione, diretti verso una meta senza nome che Duncan ha sempre voluto vedere.

## Modalità di gioco
Return to Dark Castle contiene tutti i livelli di Color Dark Castle e Beyond Dark Castle, per un totale di 30 livelli, più altri 50 completamente nuovi. Nel castello sono sparsi in tutto 25 globi magici; per raggiungere il Cavaliere Nero, Bryant deve ottenerne almeno 10. Molti nei livelli nuovi contengono aree segrete accessibili tramite porte nascoste.
A livello di gameplay, il gioco si presenta praticamente uguale ai suoi predecessori. Come per Duncan nei due giochi precedenti, l'arma principale di Bryant sono le pietre, che può potenziare in sfere di fuoco. Anche lo scudo magico e la sua momentanea invincibilità sono presenti. Le novità comprendono un ampio inventario, nel quale trasportare gli oggetti raccolti (comprese le armi). Tra gli oggetti appaiono delle novità come le pozioni di teletrasporto, che trasportano immediatamente Bryant al livello sicuro più vicino (Great Hall, Ante Room o Ante Room II), e molti altri oggetti assenti nei precedenti capitoli. Il sistema di salvataggio introdotto in Beyond Dark Castle viene qui ripreso ed espanso: ora il salvataggio avviene automaticamente accedendo alla Great Hall, alla Ante Room o alla Ante Room II (rispettivamente, gli "start point" di Dark Castle, Beyond Dark Castle e Return to Dark Castle). Un'altra novità è la possibilità di registrare la partita. Nel dicembre 2002 venne dichiarato che il gioco avrebbe incluso un editor di livelli, grazie al quale poter creare livelli nuovi o intere missioni. Alla pubblicazione del gioco, però, questa caratteristica non fu inclusa; sul sito della Super Happy Fun Fun è stato dichiarato che l'editor verrà presto distribuito.
A differenza dei due prequel, la colonna sonora si compone di numerosi brani originali, e la famosa Toccata e fuga di Bach, unico tema dei primi due giochi, non è presente.